# Айватт, Джордж
Генри Джордж Айватт (англ. Henry George Ivatt; 4 мая 1886 — 4 октября 1972), известный как Джордж Айватт — главный механик London, Midland and Scottish Railway с 1946 года до национализации.

## Биография
Родился в Дублине (Ирландия) в семье паровозостроителя Great Northern Railway Генри Айватта. Начальное образование получил в Аппингемской школе в Англии.
В 1904 году поступил учеником на завод Crewe Works Лондонской и Северо-Западной железной дороги (LNWR). После работы в чертежном бюро занял должность начальника экспериментального локомотивного производства. В 1909 году был назначен помощником мастера в депо Кру-Норт-Шед, а через год стал помощником суперинтенданта наружного оборудования.

### North Staffordshire Railway
Во время Первой мировой войны Айватт служил в штате директора транспорта во Франции. После войны, в 1919 году, получил место помощника локомотивного суперинтенданта North Staffordshire Railway (NSR) в Сток-он-Трент.

### London, Midland and Scottish Railway

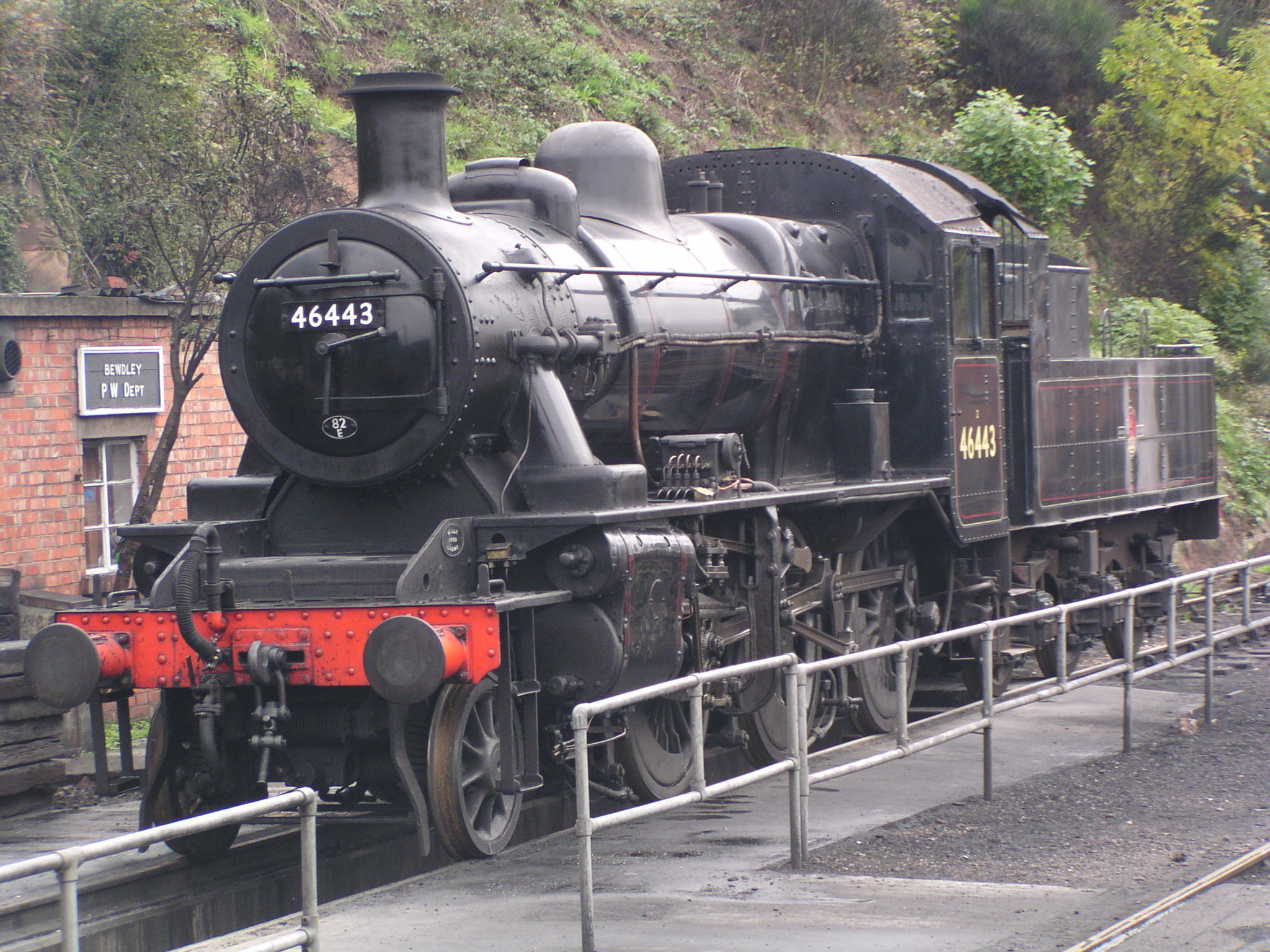
Паровоз серии LMS Ivatt Class 2

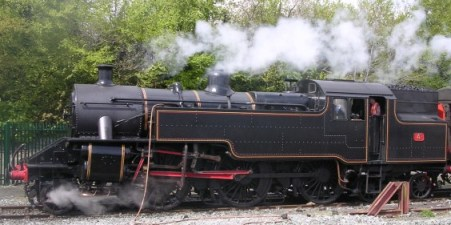
Паровоз серии NCC WT Class № 4

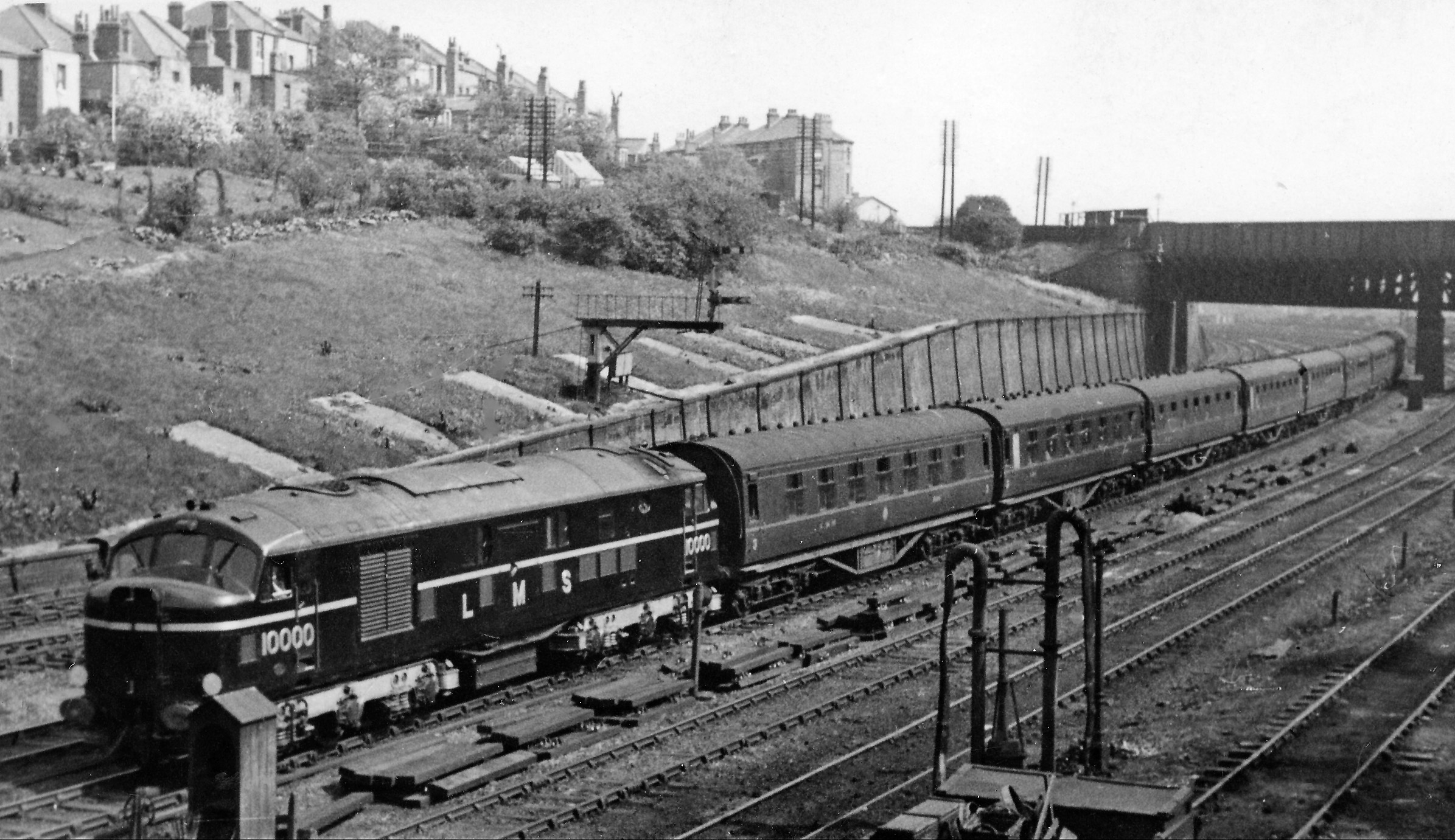
Тепловоз LMS № 10000 в Криклвуде (1948)

В соответствии с Законом о железных дорогах 1921 года NSR была присоединена в 1923 году к London, Midland and Scottish Railway (LMS). В 1928 году Айватт был переведён на работу в Derby Works и в 1931 году назначен суперинтендантом локомотивного производства. В конце 1932 года Айватт переехал в Глазго, где стал инженером-механиком шотландского отделения компании. В 1937 году он вернулся в Англию в качестве главного помощника по локомотивам главного механика Уильяма Станира.
Станир ушёл в отставку в 1944 году, и его место занял Чарльз Фэрберн. Когда Фэрберн скоропостижно скончался в октябре 1945 года, Айватт попал в список претендентов на его место, и, как старший из всех и имевший значительный опыт в конструировании паровозов, был утверждён в должности 1 февраля 1946 года. Другой известный претендент, Роберт Риддлз, перешёл в совет директоров в качестве вице-президента LMS.
В должности главного механика в условиях послевоенной экономии Айватт продолжил строительство стандартные типов локомотивов LMS, запчасти для которых были легко доступны. С завода вышли два магистральных пассажирских паровоза серии LMS Princess Coronation Class типа 2-3-1 и несколько модифицированных «Чёрных пятёрок». Продолжалась работа по перестройке серий Royal Scot и Patriot. Одновременно Айват предложил новые серии: LMS Ivatt Class 4 типа 1-3-0, LMS Ivatt Class 2 типа 1-3-0 и LMS Ivatt Class 2 типа 1-3-1Т — для замены старых локомотивов типа 0-3-0 и танк-паровозов типа 2-4-2Т. Он также разработал для Комитета Северных графств (Северная Ирландия) танк-паровод серии WT типа 1-3-2T. Помимо паровозов Айватт совместно с English Electric создал первые в Великобритании магистральные тепловозы, получившие номера 10000 и 10001. Они были построены на заводе LMS в Дерби и могли работать как поодиночке, так и в паре.

### British Railways
После национализации железных дорог в 1948 году Риддлз получил пост главного механика British Railways, в то время как Айватт фактически сохранил прежнюю должность, оставшись главным механиком Лондонско-Мидлендского региона. На этом месте он работал до отставки в 1951 году.

### Brush Bagnall Traction
С середины 1951 года Аватт был консультантом и директором компании Brush Bagnall Traction, независимого разработчика локомотивов. Позже он занял пост генерального директора компании. Он ушёл с должности в 1957 году, но продолжал консультировать компанию до 1964 года. После реформирования Brush Bagnall Traction Аватт стал директором компании-преемницы Brush Traction, где участвовал в создании локомотивов серии Brush Type 2.